# Alejandro Paleo
Alejandro Paleo Mosquera es un ciclista profesional español, nacido en Vivero (provincia de Lugo) el 10 de octubre de 1981.
Como amateur se impuso en la Vuelta a La Coruña de 2007.
Debutó como profesional con el equipo Xacobeo Galicia en el 2008.
Para la temporada 2010 se recalificó amateur en el equipo Cidade Lugo.

## Palmarés
No ha conseguido victorias como profesional.

## Equipos
- Xacobeo Galicia (2008-2009)
- Cidade de Lugo  (2009-2010)